# Курячий Костянтин Миколайович
Курячий Костянтин Миколайович (1909 -- 1943)  — радянський військовик, Герой Радянського Союзу.

## Біографія
Народився 1909 р. у Кривому Розі (за іншими даними у Бердянську). В 1935-1936 рр. проходив службу в Червоній Армії. З 1939 р. повторно проходив службу в Червоній Армії. У липні 1941 р., як командир взводу артилерії 379 артилерійського полку, нагороджений орденом Червоного Прапора. 15 лютого 1943 р. у бою за село Меліховка Нововодолазького району Харківської області знищив велику кількість техніки і живої сили супротивника, у цьому бою К.М. Курячий загинув. У 1944 р. Посмертно удостоєний звання Героя Радянського Союзу.

## Нагороди
- орден Червоного Прапора (1941)
- Герой Радянського Союзу (1944, посмертно)